# لانگلی (برکشر)
latitudeلانگلی (برکشر)longitudeلانگلی (برکشر)
لانگلی (به انگلیسی: Langley) یک حومه شهر در بریتانیا است که در انگلستان واقع شده‌است.

## خصوصیات
لانگلی ۳٫۶ کیلومترمربع مساحت و ۱۷٬۵۸۳ نفر جمعیت دارد.